# Estação Saens Peña / Tijuca
Saens Peña / Tijuca é uma estação da Linha 1 do metrô do Rio de Janeiro. Situada nos arredores da Praça Sáenz Peña, coração de um dos polos comerciais da Tijuca, foi inaugurada em maio de 1982.  A estação é a mais movimentada do bairro, tendo transportado mais de 8 milhões de passageiros em 2017.
Partindo dela, é possível realizar a Integração Expressa por meio das linhas de ônibus 603 (Saens Peña / Usina via Rua São Miguel) e 608 (Saens Peña / Grajaú). Essa integração, feita por meio de um cartão RioCard, permite ao usuário pagar uma tarifa reduzida.

## História
As obras da estação começaram em 1976, e estavam previstas para terminar em 30 meses. No entanto, sua inauguração ocorreu apenas no dia 27 de maio de 1982, juntamente com a das estações São Francisco Xavier e Afonso Pena. A estação contou com um movimento de 15 mil pessoas no dia da inauguração, quando funcionou por apenas oito horas, e de cerca de 40 mil no dia seguinte, primeiro de funcionamento normal.
A estação foi a Terminal Norte da Linha 1 de sua inauguração até a da estação Uruguai, atual terminal da linha, em 15 de março de 2014.
Em agosto de 2022, a estação foi renomeada de "Saens Peña" para "Saens Peña / Tijuca", ocasião em que as estações ganharam sufixos com os nomes dos bairros em que se localizam.

## Instalações
Estão presentes na estação algumas lojas de comércio varejista e de alimentação, além de um caixa eletrônico e máquinas para a recarga do cartão pré-pago do MetrôRio. A estação também possui dois elevadores visando a acessibilidade para pessoas com deficiência. Um liga a superfície ao mezanino e localiza-se próximo ao Acesso A. O outro, que conecta o mezanino à plataforma, próximo ao Acesso B.

## Acessos
Um total de seis acessos permite a entrada na estação. São eles: 
- Acesso A - Praça Saens Peña
- Acesso B - General Roca
- Acesso C - Doutor Pereira dos Santos
- Acesso D - Carlos de Vasconcelos
- Acesso E - Heitor Beltrão
- Acesso F - Major Ávila